# فالنتين ديما
فالنتين ديما (بالرومانية: Valentin Dima)‏ هو لاعب كرة قدم روماني في مركز الدفاع، ولد في 25 يونيو 1989 في بوخارست في رومانيا. لعب مع كونكورديا كياجنا ونادي بوليتكنيكا ياش.

## وصلات خارجية
- فالنتين ديما على موقع قاعدة بيانات كرة القدم.إي يو (الإنجليزية)
- فالنتين ديما على موقع Soccerway.com (الإنجليزية)